# Дрожжинов, Юрий Николаевич
Юрий Николаевич Дрожжинов (род. 21 декабря 1938) — российский математик, доктор физико-математических наук (1983), профессор.

## Биография
Окончил МГУ (1961) и аспирантуру Математического института им. В. А. Стеклова (1964, научный руководитель В. С. Владимиров).
С 1964 г. работал в отделе прикладной математики МИАН (позднее на базе отдела был создан Институт прикладной математики им. М. В. Келдыша).
Диссертации:
- 1969 — кандидатская, «Обобщенная задача Коши для ультрапараболического уравнения»;
- 1983 — докторская, «Многомерные тауберовы теоремы и гладкие пассивные системы».

С 1971 года научный сотрудник отдела математической физики МИАН (МИРАН). Профессор.

## Из библиографии
- Дрожжинов Ю. Н. Линейные пассивные системы дифференциальных уравнений в частных производных // Математический сборник, 1981, 116(3), 299—309.
- Владимиров В. С., Дрожжинов Ю. Н., Завьялов Б. И. Многомерные тауберовы теоремы для обобщенных функций. Москва, Наука, 1986.
- Дрожжинов Ю. Н., Завьялов Б. И. Многомерные тауберовы теоремы сравнения для голоморфных функций ограниченного аргумента // Известия РАН, сер. матем., 1991, 55(6), 1139—1157.
- Дрожжинов Ю. Н., Завьялов Б. И. Теоремы тауберова типа для обобщенной мультипликативной свертки // Известия РАН, сер. матем., 2000, 64(1), 37-94.
- Дрожжинов Ю. Н., Завьялов Б. И. Тауберова теорема для квазиасимптотических разложений мер с носителями в положительном октанте // Математический сборник, 1994, 185(2), 57-86.

Списки публикаций: 
- http://zbmath.org/authors/?q=ai:drozhzhinov.yu-n ,
- http://www.ams.org/mathscinet/search/author.html?return=viewitems&mrauthid=214699,
- http://elibrary.ru/author_items.asp?authorid=4626,
- http://www.researcherid.com/rid/K-2901-2013,
- http://www.scopus.com/authid/detail.url?authorId=55399743300